# Prince of Persia 2: The Shadow and the Flame
Prince of Persia 2: The Shadow and the Flame è un videogioco a piattaforme sviluppato da Brøderbund nel 1993. Il videogioco è il seguito di Prince of Persia e, in questo episodio, il protagonista del gioco è inseguito dal perfido Jaffar e approda su una misteriosa isola. La grafica notevolmente migliorata e la possibilità di salvare il gioco in dieci differenti slot sono le differenze principali con il primo capitolo, di cui però viene mantenuto l'impianto generale. Il 24 luglio 2013 è stato pubblicato da Ubisoft un rifacimento sviluppato da Ubisoft Pune con il titolo omonimo per iOS e Android, successivamente rimosso dal Google Play Store probabilmente per motivi dovuti alla compatibilità con le più recenti versioni di Android e adesso disponibile esclusivamente nell'Amazon Appstore per Android.

## Trama
Ci troviamo alla corte del regno di Persia, dove il giovane che ha salvato e chiesto in sposa la bella figlia del Sultano è diventato il Principe di Persia, ma la sua felicità dura solo per undici giorni. Una mattina, mentre si reca nella sala del trono, il Principe vede che a fianco del Sultano e della Principessa è apparso un ragazzo identico a lui: si tratta nientemeno che del visir Jaffar il quale, resuscitato misteriosamente, ha preso le sembianze del principe per vendicarsi di lui.
Al vero Principe, tramutato in un mendicante, non resta altro da fare che scappare attraverso la finestra per evitare l'arresto: fuggendo via attraverso i tetti, il nostro eroe riesce a prendere al volo una nave che sta salpando. Durante la notte, nascosto nella stiva, il Principe sogna una donna misteriosa che lo chiama con la frase "Vieni da me!". Subito dopo Jaffar crea una tempesta che fa naufragare la nave su un'isola apparentemente deserta: in realtà la caverna, accessibile tramite un trucco, è abitata da scheletri piuttosto ostili.
Nel frattempo il Sultano parte dalla capitale per guidare le sue truppe e Jaffar ne approfitta per dichiararsi illegalmente reggente del paese. La Principessa scrive quindi al padre che il marito ne ha tradito la fiducia e che deve tornare al più presto, ma a questo punto Jaffar appare cogliendola in flagrante, riprende il suo vero aspetto e la fa cadere in un sonno profondo: in tal modo può liberamente dichiarare la legge marziale e iniziare il suo regno di terrore. Da questo momento in poi il giocatore ha 75 minuti di tempo per salvare la principessa.
Nel frattempo il vero Principe, dopo aver perso la sua spada nello scontro con uno scheletro, trova nelle caverne dell'isola un tappeto volante che lo porta in una misteriosa città in rovina, abitata da spiriti femminili poco amichevoli e serpenti velenosi. Lì trova un pugnale; successivamente, in una sala, il principe trova una spada ma il raccoglierla lo fa svenire all'istante: nel sogno, torna la donna misteriosa e il palazzo sembra tornato ai fasti e allo splendore di un tempo. La donna spiega al Principe d'essere sua madre e che quella era la spada di suo marito. Quando il Principe era bambino, il palazzo fu attaccato da un'armata delle tenebre, che sterminò gli abitanti: il principe fu l'unico superstite e ora ha il compito di vendicare i suoi compaesani.
All'esterno della città in rovina il Principe trova un cavallo di marmo che, trasformatosi in un cavallo vero, lo porta in una fortezza abitata da strani uomini-uccello, che venerano tutti una misteriosa fiamma blu: chiunque possegga quella fiamma diventa per diritto il Dio degli uomini-uccello, ma per ottenerla, come specifica una stele, bisogna morire davanti a essa. Il giocatore deve infatti farsi uccidere davanti alla Fiamma dall'uomo-uccello che le fa da guardia; una volta fatto ciò, il Principe Oscuro si impossesserà automaticamente della Fiamma per poi ricongiungersi al Principe, che verrà resuscitato, e da quel momento, gli uomini-uccello non saranno più ostili. Con il potere della Fiamma il principe torna al Palazzo dove Jaffar; al vederlo, questi gli scaglia contro una maledizione che lo trasporta in un'altra dimensione: là il Principe alla fine lo uccide incenerendolo con il potere della Fiamma, e, una volta ritornato nel suo mondo, si ricongiunge con la Principessa. Ma nel frattempo la strega che aveva aiutato Jaffar ad evadere, quella con un simbolo tatuato sulla fronte (lo stesso che era stato scritto più volte sulle mura del palazzo in rovina), li sta osservando da una sfera di cristallo...

## Modalità di gioco
Il gioco non si discosta molto da quanto visto nel precedente episodio, tuttavia ha una trama più profonda e articolata: sebbene l'obiettivo sia, ancora una volta, salvare la Principessa entro un limite di tempo prestabilito (ora il giocatore dispone, però, di un'ora e un quarto per finire il gioco), nel corso della storia il protagonista si dirige verso nuovi luoghi, sconfiggendo nemici più vari e affrontando trappole sempre più insolite.
Le fasi esplorative seguono quindi meccaniche pressoché uguali al primo capitolo, mentre i combattimenti ora sono molto più frequenti, aumentando considerevolmente il livello di difficoltà: il Principe fronteggia nemici dotati di una IA migliorata in tutti gli aspetti (per esempio, nel caso il protagonista si ritiri, possono inseguirlo saltando anche i burroni al suo stesso modo) e spesso accade che siano particolarmente resistenti; bere dalle ampolle rosse che aumentano il numero di borracce costituenti l'energia vitale è di fondamentale importanza sia per questo motivo, sia perché è necessario per finire il gioco: dopo aver ottenuto la fiamma, il Principe Oscuro potrà separarsi dal corpo che lo ospita, ma per farlo bisognerà avere almeno nove unità di salute. Per uccidere Jaffar, bisognerà lanciargli addosso una palla di fuoco, che costerà altre due unità di salute (per sopravvivere, quindi, bisogna avere almeno 11 unità di salute in totale, su 12 barre massime di salute).